# Taipas do Tocantins
Taipas do Tocantins este un oraș în Tocantins (TO), Brazilia.